# Kalimeris indica
Aster indicus
 (mars 2020).
Espèce
Kalimeris indica est une espèce de plante à fleurs herbacée vivace de la famille des Astéracées (Composées), originaire d'Asie.

## Description

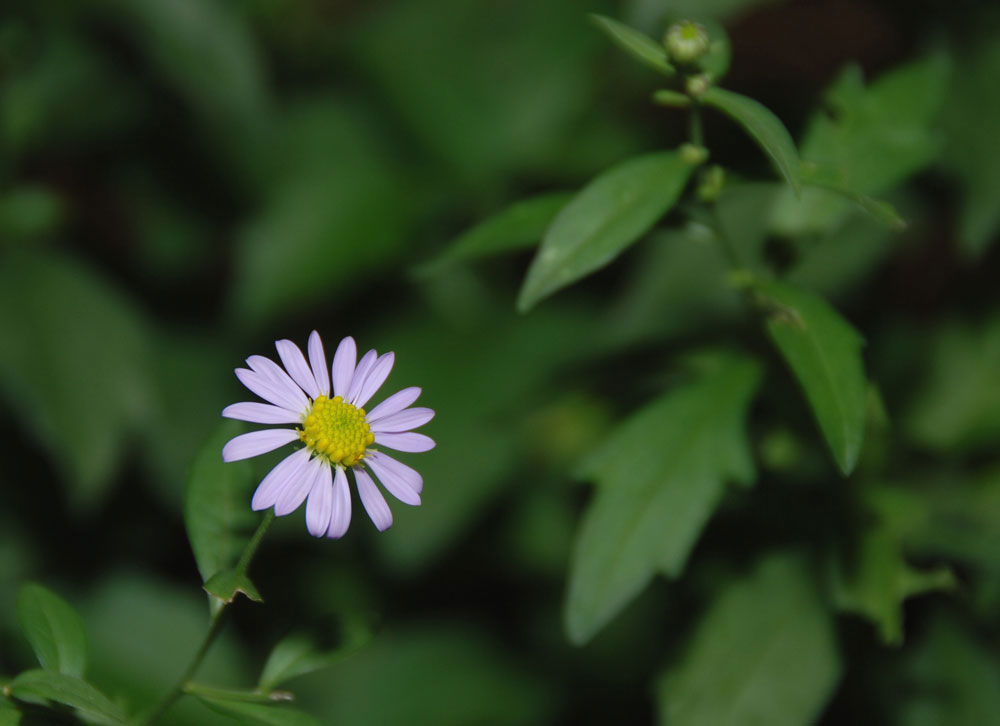
Feuilles, tiges et inflorescence de Kalimeris indica

Elle peut atteindre une hauteur de 30 à 70 cm. Les feuilles sont alternes et les tiges sont généralement dressées. La floraison commence à la fin du printemps et se poursuit jusqu'en octobre selon l'emplacement et les conditions de croissance de la plante, en particulier le niveau de nutriments dans le sol. Les fleurs des disques sont jaune clair et les fleurs des rayons sont violet clair ou blanches. Les fruits sont petits et foncés.

## Répartition
Kalimeris indica, comme d'autres espèces du genre Kalimeris, se rencontre principalement dans les pays d'Asie orientale, à savoir la Chine, la Corée et le Japon et a été introduite en Californie et à Hawaï. 

## Écologie
Kalimeris indica est commune sur les terres agricoles abandonnées, les pentes des collines et les crêtes entre les rizières. On la trouve également souvent le long des routes et des sentiers dans les forêts de feuillus. Elle peut se reproduire sexuellement par la production de graines et asexuellement par les stolons. 

## Taxinomie
Le nom correct complet (avec auteur) de ce taxon est Kalimeris indica (L.) Sch.Bip..

### Synonymes
Kalimeris indica a pour synonymes :
- Asteromoea indica var. indica
- Boltonia indica var. indica
- Aster javanicus Garcin ex Burm.f.
- Asteromoea indica (L.) Blume
- Boltonia indica (L.) Benth.
- Callistemma indicum (L.) G.Don
- Callistephus indicus (L.) DC.
- Chrysanthemum cuneatum Roxb.
- Kalimeris indica f. indica

### Liste des variétés
Selon la Global Compositae Database (16 mars 2025) :
- Kalimeris indica var. indica
- Kalimeris indica var. polymorpha (Vaniot) Kitam.
- Kalimeris indica var. stenolepis (Hand.-Mazz.) Kitam.
- Kalimeris indica var. stenophylla Kitam.

## Usages

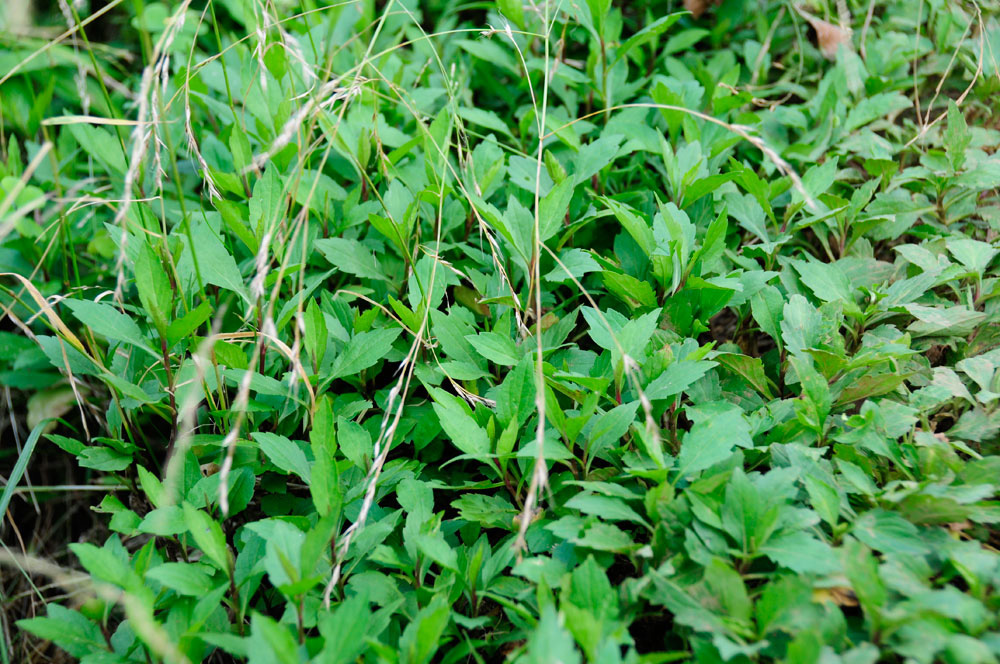
Un patch de Kalimeris indica le long d'une route rurale.

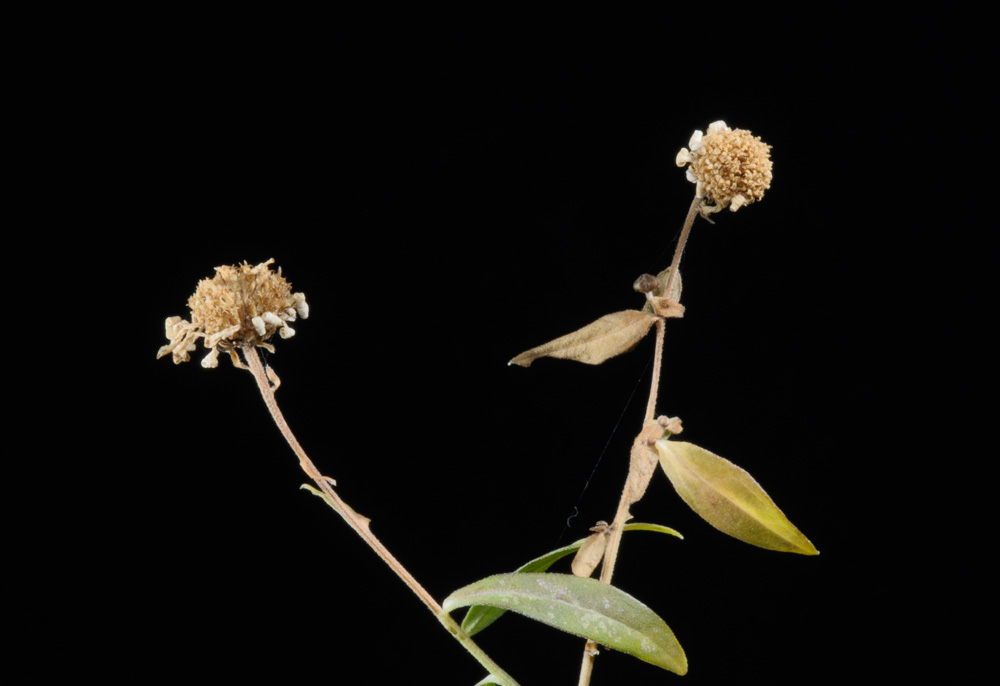
Inflorescence de Kalimeris indica séchée en hiver.

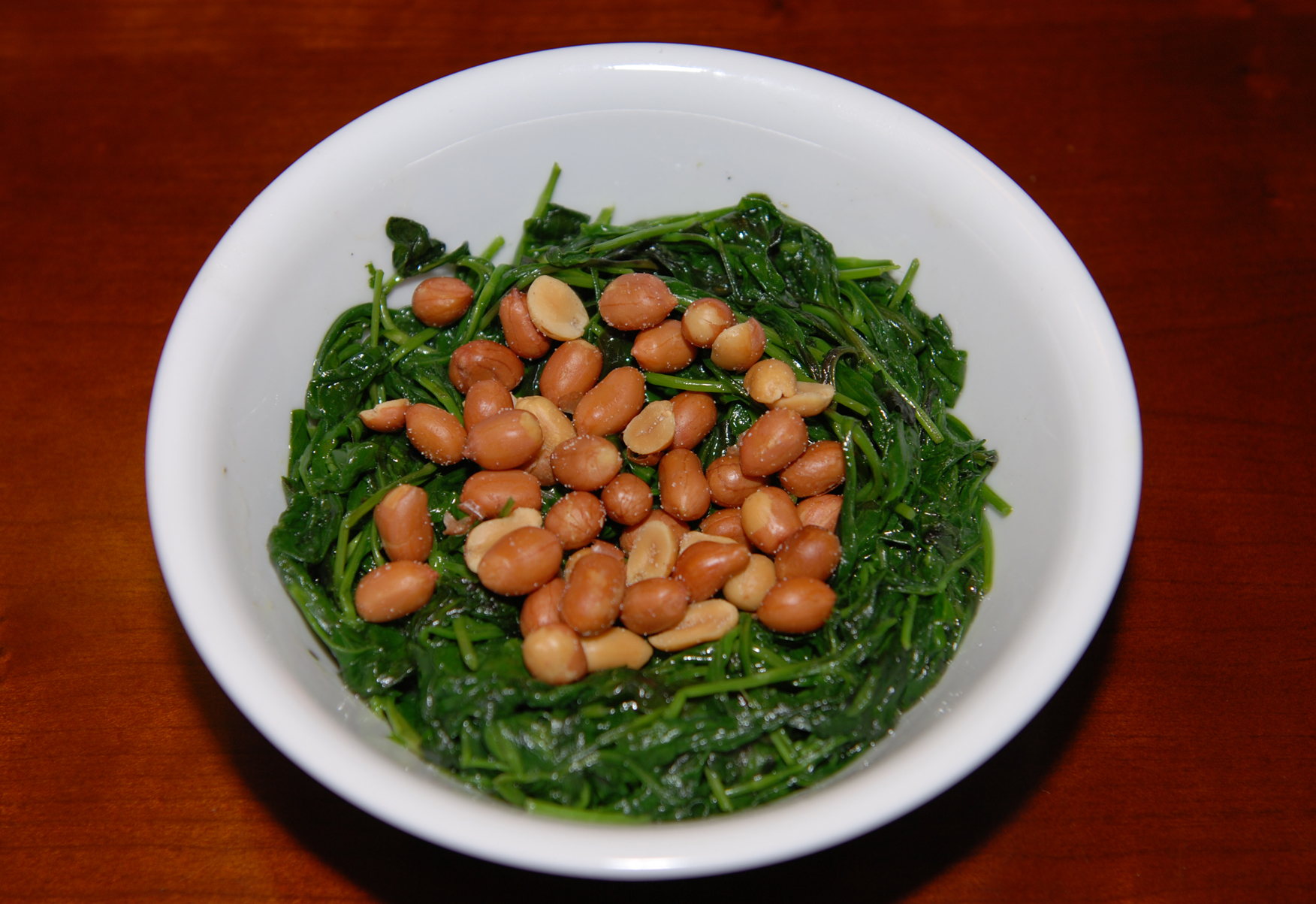
Feuilles de Kalimeris indica bouillies servies avec des arachides salées.

Cette espèce a de nombreuses utilisations culinaires en Asie de l'Est. Les jeunes feuilles et tiges sont récoltées au début du printemps et cuites avec d'autres aliments comme le tofu séché (tofu). Elle est considérée comme un mets délicat en raison de sa saveur particulière. Elle est particulièrement populaire au sud du fleuve Yangtze en Chine où elle est nommée 马兰 头malantou. 